# Boredom of Agustín Cordes
Boredom of Agustín Cordes je neplacená česká videohra vytvořená studiem CBE Software. Vyšla 23. srpna 2013. Hra vznikla ve Wintermute Enginu..

## Hratelnost
Autoři hru popisují jako simulátor nudy. Hráč ovládá titulní postavu Augustína Cordese, který v hotelovém pokoji čeká na své přátele. Jeho jediným společníkem je láhev alkoholu. Hráč pouze kliká na láhev a prst hlavn postavy, přičemž sleduje, co se děje.